# Міжнародний центр з урегулювання інвестиційних спорів
Міжнародний центр з урегулювання інвестиційних спорів (МЦУІС) англ. International Center for Settlement of Investment Disputes (ICSID) — одна з п'яти інституцій Групи Світового банку, заснована в 1966 p., місцезнаходження — Вашингтон. Станом на березень 2020 р. нараховує 154 члени (153 держави й частково визнане Косово). Ще 9 країн підписали Конвенцію про МЦУІС, але з різних причин до даного часу її не ратифікували. Україна є членом з 7 липня 2000 року.

## Історія
Історично вирішення суперечок між інвестором і державою-реципієнтом здійснювалося за допомогою міжнародного публічного права, зокрема дипломатичного захисту. Таким чином, інвестиційні суперечки мали міждержавний характер. Надалі міжнародні інвестиційні відносини отримали регулювання у двосторонніх інвестиційних угодах, деякі з яких передбачають захист у судах держави, що приймає інвестиції. 
Проте державні суди не завжди можуть об'єктивно ставитись до вирішення справи, тому створення органу розгляду транскордонних інвестиційних суперечок у ХХ столітті набуло актуальності.
У 1950-х і 1960-х Організація Європейського економічного співробітництва (нині Організація економічного співробітництва та розвитку) зробила кілька спроб створити основу для захисту міжнародних інвестицій, але її зусилля виявили суперечливі погляди на те, як надати компенсацію за експропріацію прямих іноземних інвестицій. 
У 1961 Арон Брочес, який пізніше став Генеральним радником Міжнародного банку реконструкції та розвитку (МБРР), розробив ідею багатосторонньої угоди для вирішення індивідуальних інвестиційних спорів у кожному конкретному випадку, на відміну від нав'язування результатів на основі стандартів. Брочес провів конференцію, щоб проконсультуватися з юридичними експертами з усіх частин світу, включаючи Європу, Африку й Азію, обговорити й скласти попередню угоду. Персонал МБРР написав офіційний проєкт угоди та консультувався з юридичними представниками Ради директорів МБРР, щоб завершити проєкт і схвалити його.  
Рада директорів схвалила остаточний проєкт угоди та назвала її Конвенцією про врегулювання інвестиційних спорів між державами та громадянами інших держав, і президент Банку поширив Конвенцію серед своїх держав-членів для підпису 18 березня 1965 року. Двадцять країн негайно ратифікували Конвенцію. Вона стала офіційно активною 14 жовтня 1966 року.   
МЦУІС заснований відповідно до Конвенції про врегулювання інвестиційних спорів між державами та громадянами інших держав. Конвенція встановила статус МЦУІС, її організаційну структуру та основні функції.    

## Мета діяльності
Головна мета — сприяти притоку іноземних капіталів шляхом створення умов для примирення й урегулювання суперечок між урядами й іноземними інвесторами та забезпечити неупереджений розгляд інвестиційних суперечок. МЦУІС не є кредитною організацією в прямому розумінні слова; через це його не завжди включають до Групи Світового банку, хоча за цілями й організаційно він з нею пов'язаний.

## Організаційна структура
Організаційна структура:
- Адміністративна рада;
- Технічний секретаріат;
- Президент.

Адміністративна рада складається з керуючих від кожної країни-члена й займається обговоренням найважливіших проблем Центру.
Технічний секретаріат виконує поточну роботу. Його очолює Генеральний секретар, який є віцепрезидентом Світового банку.
Президентом Центру є президент Світового Банку.

## Діяльність МЦУІС
Центр виступає в ролі арбітра між інвестором та урядом країни в разі виникнення конфлікту. Процес урегулювання інвестиційних спорів має дві форми: примирення й арбітраж. Примирення досягається в тому випадку, якщо вдається переконати обидві сторони у можливості вирішити конфлікт узгоджено, через взаємні поступки. Якщо ж примирення неможливе, то МЦУІС виносить аргументоване рішення на користь однієї зі сторін; така процедура має назву арбітражу.

## Членство
Членами МЦУІС є 153 держави й Косово (станом на березень 2020 року). 
Підписали, але ще не ратифікували договори про вступ: Беліз, Джибуті, Домініканська Республіка, Ефіопія, Гвінея-Бісау, Киргизстан, Намібія, Росія, Таїланд.  
Колишні члени: Болівія, Еквадор.   
Країни, які не є членами МЦУІС: Андорра, Ангола, Антигуа і Барбуда, Бутан, Бразилія, Острови Кука, Куба, Домініка, Екваторіальна Гвінея, Еритрея, Гуам, Індія, Іран, Кірибаті, Лаос, Ліхтенштейн, Лівія, Мальдівські острови, Маршаллові острови, Монако, Чорногорія, М'янма, Науру, Ніуе, Північна Корея, Палау, Польща, Південна Африка, Суринам, Таджикистан, Тувалу, Вануату, Ватикан, В'єтнам.    